# Michelle Yeoh
Michelle Yeoh   (Ipoh, 6 d'agost de 1962), de nom complet Michelle Yeoh Choo-Kheng, és una actriu, model i ballarina malaia d'origen xinès. És l'actriu millor pagada d'Àsia des de fa temps.

## Reconeixement internacional
Després del seu divorci va tornar al cinema amb relatiu èxit amb ganes de donar el millor d'ella. Després del seu retorn, la majoria dels seus papers han estat relacionats amb pel·lícules d'arts marcials ja que ella s'havia especialitzat en això, amb els quals ha obtingut gran èxit a Àsia; curiosament, tot i no haver rebut entrenament formal en arts marcials, és una de les poques actrius que realitzen les seves acrobàcies personalment sense la participació de dobles.
Després d'alguns comercials, va començar a participar en pel·lícules d'acció i arts marcials com  Yes, Madam!  (1985), de Corey Yuen, o  Magnificent Warriors  (1987), de David Chung. En una d'aquestes produccions de la companyia D & B Films, va conèixer a l'executiu Dickson Poon amb el qual es casaria l'any 1988 prenent la decisió de retirar-se per dedicar-se a la vida familiar fins que quatre anys més tard s’acabarien divorciant i Michelle assumiria el seu retorn davant les càmeres. Aquesta nova etapa la convertirà en una de les actrius més cotitzades a Hong Kong, protagonitzant les taquilleres  The Heroic Trio  (1993), de Johnny To, o  tai-txi Màster  (1993) i  Wing Chun  (1994), totes dues de Yuen Woo-ping.
L'any 1997 aconsegueix el paper de Wai Lin, l'espia xinesa a  El demà no mor mai  (1997), de Roger Spottiswoode. La divuitena pel·lícula de la saga 007 li va reportar la fama internacional. Pierce Brosnan va valorar molt positivament la seva actuació. Aquest any va ser seleccionada per la revistaPeople  com una de les 50 persones més belles del món. No obstant això, va ser l'èxit internacional de Wo hǔ Cang lóng (2000), al costat de Ziyi Zhang i Chow Yun-Fat i sota la direcció d'Ang Lee, la qual li va oferir major reconeixement. En aquesta pel·lícula va refusar d'especialistes en les escenes d'acció, però no de professionals fono-audiólegs que l'ajudessin a memoritzar fonèticament el seu text en xinès mandarí, idioma que no sap llegir ni parlar. La pel·lícula va tenir deu nominacions Oscar de les que en va obtenir quatre, inclosa Millor Pel·lícula de Parla No Anglesa (Taiwan). A més d'aquests premis, hi ha altres reconeixements, destacant la nominació de Yeoh a Millor Actriu en els Bafta (la guanyadora seria Julia Roberts, per  Erin Brockovich ).
Va fundar la seva pròpia productora, Mythical Films, amb la qual ha finançat The Touch (2002), de Peter Pau, Fei Ying (2004), de Jingle Ma, (totes dues amb ella com a protagonista) i Yao Tiao Shen Shi(2009), de Gui Yuen Lee. El 2005 es va sumar al repartiment de la superproducció  Memòries d'una geisha , l'adaptació cinematogràfica dirigida per Rob Marshall del best-seller homònim d'Arthur Golden, encarnant a Mameha, al costat de Ziyi Zhang i amb el japonès Ken Watanabe, produïda per Steven Spielberg. Un film amb molta controvèrsia al Japó, ja que els seus tres protagonistes (Yeoh, Zhang Ziyi i Gong Li) interpretaven a geishas tot i que cap tenia ascendència nipona. Apareix a  Sunshine  (2007), dirigida per Danny Boyle i La mòmia: La tomba de l'emperador drac (2008), de Rob Cohen.
Després  Reign of Assassins  (2010), de John Woo i Chao-Bin seva, va prestar la seva veu en la pel·lícula d'animació  Kung Fu Panda 2  (2011), de Jennifer Yuh, torna amb  The Lady  de Luc Besson, coproducció franco-britànica sobre la Premi Nobel de la Pau, Aung San Suu Kyi, que li ha valgut crítiques entusiastes per on ha passat (Toronto, Roma, AFI Fest, ...). La pel·lícula tracta la història d'una senzilla mestressa de casa que s'acaba convertint en líder opositora. La seva valentia el va portar a romandre gairebé dues dècades sota arrest domiciliari decretat per la junta militar de Birmània i estar cada vegada més separada dels seus éssers estimats. Tot i que les motivacions polítiques de Suu Kyi, són opaques, Yeoh ofereix una interpretació tan elegant i colossal que fa que tot valgui la pena.
L'any 2017 s'incorpora al ventall de Star Trek Discovery com Philippa Georgiou, capità de la USS Shenzhou i com Emperadriu de l'Imperi Terrano.
Va fer el personatge de Mei Foster a Strike Back, però ha aconseguit abans de tot un paper protagonista en la segona temporada de Marco Polo com a Lotus. La raó per la qual va decidir treballar en un film d'arts marcials amb Ang Lee, és perquè creu que aquest gènere mereix més respecte i dignitat del que ha rebut fins ara. És de les poques persones a les que Jackie Chan deixa fer les seves pròpies escenes.

## Vida privada
Yeoh aprengué anglès i malai i posteriorment xinès, i de jove estudià ballet. És experta en arts marcials.
Va estar casada amb l'empresari de Hong Kong Dickson Poon, propietari d'empreses com Harvey Nichols i Charles Jourdan, del 1988 al 1992. El 1998 va estar compromesa amb Alan Heldman, un cardiòleg estatunidenc. El 2004, va començar a sortir amb Jean Todt, una figura destacada en les carreres de motor, amb qui es va prometre el 2008.
És budista. El març del 2008, va vistar Vietnam per filmar un documental per l'Asian Injury Prevention Foundation (AIPF). També és patrona d'una iniciativa per protegir els amenaçats tigres del sud de la Xina.

## Filmografia principal
- 1987: Zhong hua zhan shi
- 1992: Ging chat goo si 3
- 1993: San Iau sing woo dip, gim
- 1993: Chao ji ji hua
- 1994: Wing Chun
- 1997: El demà no mor mai (Tomorrow Never Dies)
- 2000: Tigre i drac (Wò hǔ cáng lóng; Crouching Tiger, Hidden Dragon)
- 2005: Memòries d'una geisha (Memoirs of a Geisha)
- 2008: Babylon A.D.
- 2015: Strike Back
- 2016: Marco Polo (sèrie de televisió)
- 2016: Crouching Tiger, Hidden Dragon: Sword of Destiny
- 2016: Morgan
- 2017: Guardians of the Galaxy Vol. 2
- 2017: Blazing Samurai
- 2017: Star Trek: Discovery (sèrie de televisió)
- 2018: Master Z: The Ip Man Legacy
- 2019: Last Christmas
- 2020: Boss Level
- 2021: Shang-Chi and the Legend of the Ten Rings
- 2022: Minions: L'origen de Gru (Minions: The Rise of Gru) (veu)
- 2022: The School for Good and Evil
- 2022: Tot a la vegada a tot arreu (Everything Everywhere All at Once)
- 2023: Transformers: Rise of the Beasts
- 2023: A Haunting in Venice
- 2024: Wicked part 1
- 2026: Avatar 4

## Premis
- Nominada al BAFTA a la millor actriu el 2001 per Tigre i drac[20] i el 2023 per Tot a la vegada a tot arreu.
- Per la seva interpretació a Tot a la vegada a tot arreu va rebre diversos premis a la millor actriu, entre els quals l'Oscar, el Globus d'Or, l'Independent Spirit.
- Va ser nomenada per la British Broadcasting Corporation (BBC) com una de les 100 Dones de l'any, una llista de 100 dones inspiradores i influents de tot el món, de l'any 2020[21]